# آدمی پیشنهاد می‌کند و خداوند آن را می‌گیرد
آدمی پیشنهاد می‌کند و خداوند آن را می‌گیرد (انگلیسی: Man Proposes, God Disposes) یک نقاشی رنگ روغن بر روی کرباس از ادوین هنری لندسر می‌باشد. این اثر هنری برگرفته از سفر گروه اعزامی از دست رفته فرانکلین می‌باشد که بعد از سال ۱۸۴۵ در قطب شمال ناپدید شدند. این نقاشی امروزه در مجموعه رویال هالووی، دانشگاه لندن قرار دارد.

## توضیحات
نقاشی، قالب تُن‌های تیرهٔ آخرین کارهای لندسر را در ذهن متبادر می‌نماید. در این صحنه، دو خرس قطبی در میان بقایای متفرق شدهٔ کشتی غرق شده از گروه اعزامی انگلیسی به جستجو می‌پردازند. یک تلسکوپ، باقی‌ماندهٔ یک نشان رسمی پاره شده، بادبان و استخوان‌های انسان.
تصویر در حقیقت نمایانگر بشریت و تمدن شکست خورده به دست طبیعت، در دندان‌ها و پنجه‌های خونین است که می‌تواند به عنوان یک تفسیر در مورد بحران پیروزی و امپریالیسم در اواسط قرن نوزدهم برداشت شود. عبارت؛ آدمی پیشنهاد می‌کند و خداوند آن را می‌گیرد، برگرفته از عنوانی لاتین با همین مضمون از کتاب تقلید مسیح، فصل ۱۹ و نوشتهٔ کشیش آلمانی، توماس کمپیس، می‌باشد.